# الدیلافوئنت
الدیلافوئنت (به اسپانیایی: Aldealafuente) یک شهرستان در ناحیه خودمختار کاستیل و لئون، واقع در استان سوریا کشور اسپانیا است.
بر اساس سرشماری سال ٢٠٠۴ میلادی، تعداد ساکنینش ١٢٩ نفر می‌باشند. این ناحیه دارای مساخت ۴٥ کیلومتر مربع می‌باشد .